# Rajon Siwerskodonezk
Der Rajon Siwerskodonezk (ukrainisch Сіверськодонецький район/Siwerskodonezkyj rajon; russisch Северодонецкий район/Sewerodonezki rajon) ist ein ukrainischer Rajon mit etwa 350.000 Einwohnern. Er liegt in der Oblast Luhansk und hat eine Fläche von 2686 km², der Verwaltungssitz befindet sich in der namensgebenden Stadt Siwerskodonezk.

## Geographie
Der Rajon liegt im Westen der Oblast Luhansk und grenzt im Norden an den Rajon Swatowe, im Nordosten an den Rajon Starobilsk, im Osten an den Rajon Schtschastja, im Südosten an den Rajon Altschewsk, im Süden an den Rajon Horliwka (in der Oblast Donezk gelegen), im Südwesten an den Rajon Bachmut (Oblast Donezk) sowie im Westen an den Rajon Kramatorsk (Oblast Donezk).

## Geschichte
Der Rajon entstand am 17. Juli 2020 im Zuge einer großen Rajonsreform durch die Vereinigung der Rajone Kreminna (südlicher Teil), Popasna und Nowoajdar (westliche Teile) mit den bis dahin unter Oblastverwaltung stehenden Städten Sjewjerodonezk, Lyssytschansk und Rubischne.

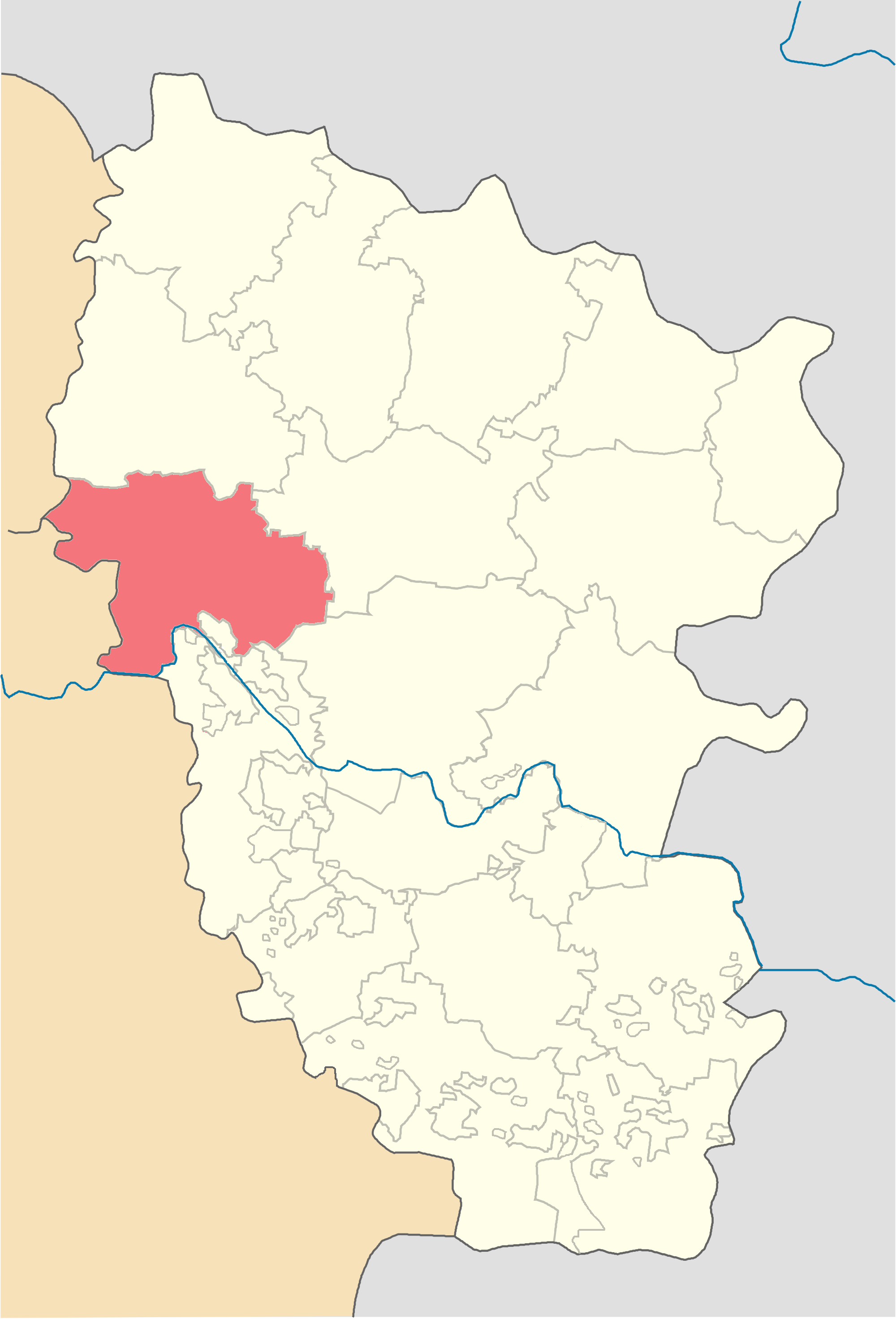
Rajon Kreminna bis Juli 2020
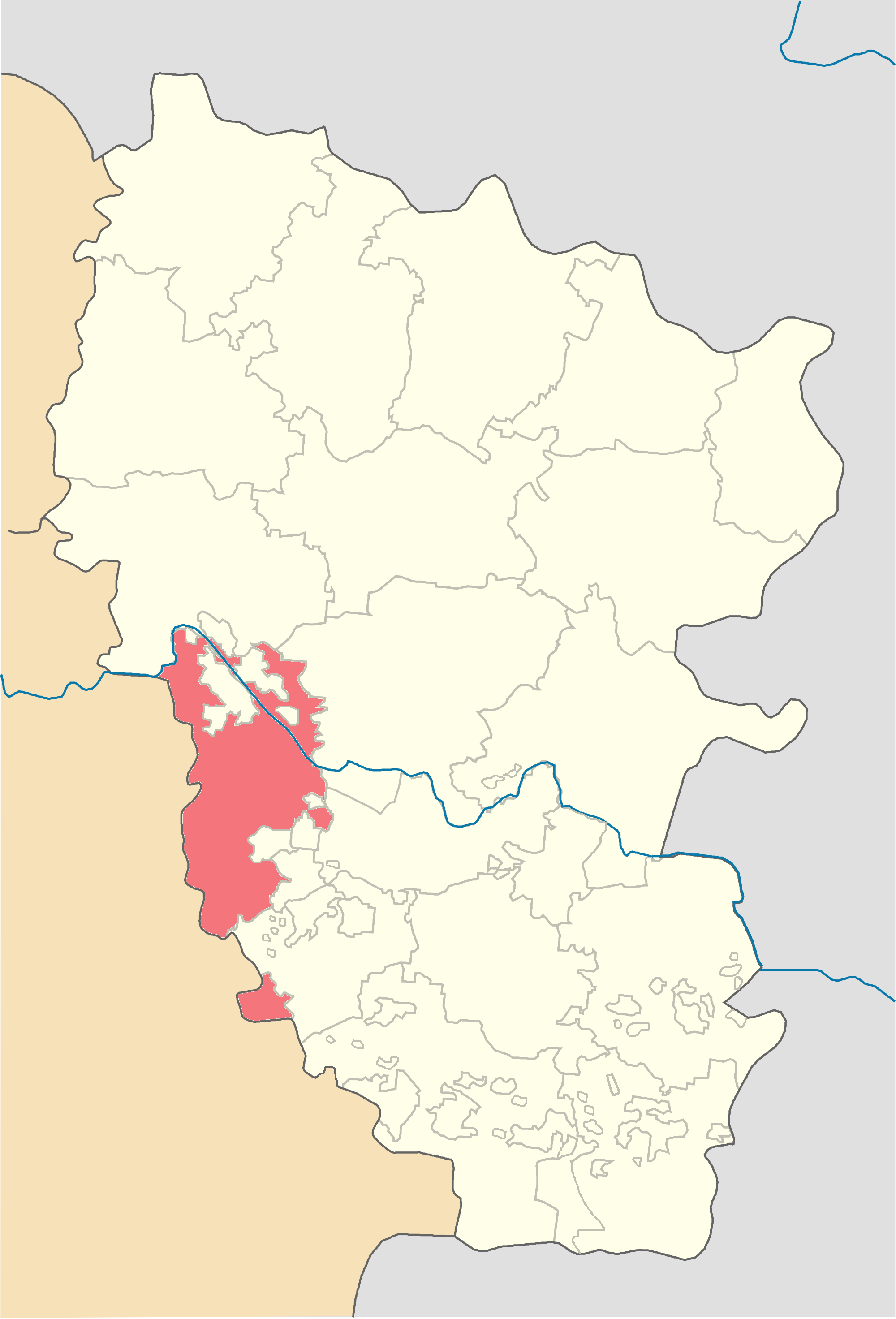
Rajon Popasna bis Juli 2020
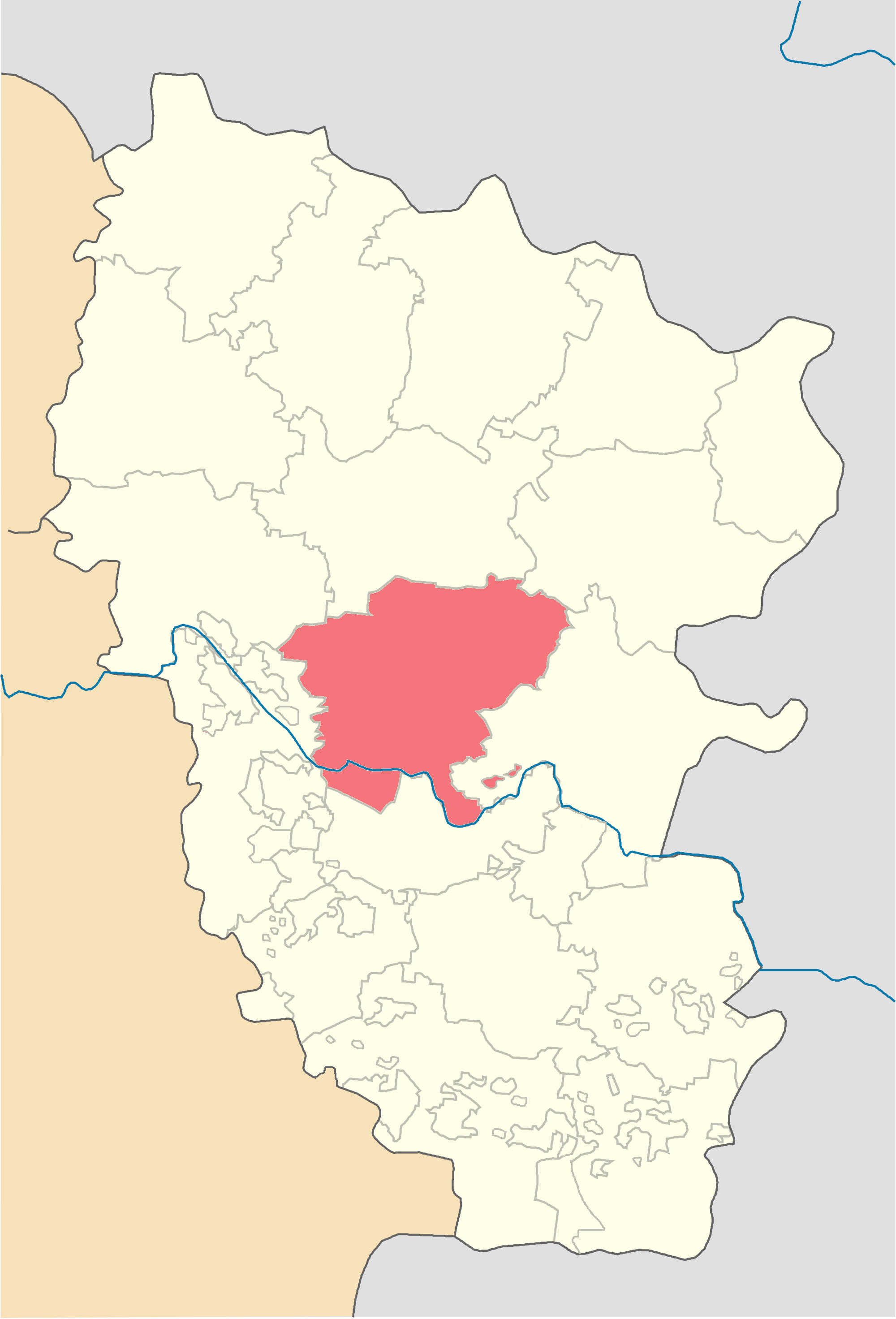
Rajon Nowoajdar bis Juli 2020
Rajonsgebiet ab Juli 2020

## Administrative Gliederung
Auf kommunaler Ebene ist der Rajon in 6 Hromadas (6 Stadtgemeinden) unterteilt, denen jeweils einzelne Ortschaften untergeordnet sind.
Zum Verwaltungsgebiet gehören:
- 9 Städte
- 13 Siedlungen städtischen Typs
- 50 Dörfer
- 15 Ansiedlungen

Die Hromadas sind im Einzelnen:
- Stadtgemeinde Siwerskodonezk
- Stadtgemeinde Hirske
- Stadtgemeinde Kreminna
- Stadtgemeinde Lyssytschansk
- Stadtgemeinde Popasna
- Stadtgemeinde Rubischne